# 旺旺併購中時中天中視事件
2008年至2009年，旺旺集團總經理蔡衍明以其私人資金收購《中國時報》、中天電視台與中視，形成旺旺中時媒體集團。併購過程中，部份新聞學者擔心此舉將會形成台灣新聞媒體壟斷、並妨礙新聞自由，對此提出反對。旺旺中時完成併購後，再繼續併購中嘉。

## 源起
2008年10月，余建新將其手上中視股票轉讓給富邦金控蔡明忠。市場開始謠傳，因資金問題，余建新有意出售中時集團，並認為壹傳媒是可能的買主。11月4日，中時集團對外宣布，旺旺集團董事長蔡衍明以個人名義，用204億元買下中時集團，經營權易主。媒體指出，宏達電董事長王雪紅、遠東集團董事長徐旭東、富邦金董事長蔡明忠、聯合報總管理處總經理王文杉等多個企業老闆以及多位中時老臣子，大力幫助蔡衍明，擊敗壹傳媒黎智英的收購計劃。
2009年2月，《天下雜誌》報導表示蔡衍明在收購《中國時報》之前，曾與中華人民共和國國台辦主任王毅會晤，而蔡衍明收購《中國時報》主要是為進軍中國大陸媒體業，以提高他在當地的影響力。蔡衍明曾指示《中國時報》編輯部不得批評馬政府。蔡衍明本人否認《天下雜誌》該篇報導，而此併購案引發外界擔心旺中集團立場傾中，以及該集團併購完成後的媒體事業規模將影響新聞自由。

## 發展
2009年5月8日，TVBS、緯來、年代等電視台高層主管認為，政府對媒體的控制不能無限上綱，並擔心以後NCC會同樣無禮對待其他媒體、箝制媒體發展，反而戕害言論自由。5月27日，NCC提出七項附款及四項改善事項，有條件通過「中國電視事業股份有限公司及中天電視股份有限公司申請董事長、董監事及總經理變更案」。蔡衍明完成收購中天電視台與中視。旺中表示NCC所通過的附帶條件，如果是根據法令所訂定，並且由業界一體適用，中視及中天兩家電視台都會遵循，但如果附帶條件是所謂的「旺旺條款」，旺旺中時集團一概不接受。旺旺中時集團也重申，所有資金都是旺旺蔡家自有，保證百分之百為自有資金，絕對沒有一分一毫來自中資，故對於相關NCC審查委員該「針對性」附加條款提出質疑。
同年6月3日，NCC針對旺中所提質疑修正刪除部分條款。6月9日，中國時報於頭版刊登廣告，針對被旺中認定曾發表「汙衊」言論的「禍源」要求道歉。10日，臺大經濟系教授鄭秀玲、林惠玲、中央研究院社會學研究所研究員瞿海源、國立中正大學傳播學系教授管中祥、台灣新聞記者協會會長莊豐嘉、《財訊月刊》記者田習如、《天下》雜誌前記者林倖妃等七名曾公開發言、投書或撰寫報導批評該集團的學者與記者陸續收到警告追究誹謗刑責與求償的存證信函，成為臺灣新聞傳播史上媒體意圖控告批評者的先例。傳播學界隨即發起連署譴責旺中，三天內有二十三校、超過150名學者抗議並提出要求該集團「不要殘害言論自由與新聞專業」的訴求；這七位收到存證信函者也發表共同聲明《感謝與不懼》，呼籲該集團「停止對媒體新聞報導與編輯走向的不當干涉，尊重新聞工作者的專業意識與工作尊嚴」。

## 公聽會
2012年，旺中集團總裁蔡衍明出席公聽會，頻繁拿取麥克風發言，表示自己的講話時間不夠；他表示自己出席是為打一場人格保衛戰，原本不打算出席，前一天睡不著，因為聽到壹電視將實況轉播公聽會，所以自己才來「接受思想審查」。蔡衍明表示，以前自己沒經營媒體之前很快樂，也自認以前很魯莽（寄存證信函給媒體記者、刊登廣告得罪NCC委員），但在中國大陸做生意，沒跟人鬥怎麼做生意。
關於中資爭議，蔡衍明表示自己二十年前就到中國大陸發展，從未參加對岸任何一場官方會議，只有二次碰過陳雲林；自己二十六歲經營「旺旺」事業就已賺取大筆財富，對台灣的法官、省議員、立委等都不認識，自己不炒股票或地皮，也不官商勾結。蔡衍明表示自己願意接受「一問一答」的公聽會形式，在最後一輪放棄發言，不願意針對壹電視行政總裁王子云問他「若併購案通過，是否『不再阻止壹電視上架』」等問題做出回答，後不發一語快速離開會場。

## 外部連結
- 旺旺中時集團－中視中天董監事變更案事件大事記